# Photoscotosia erebenna
Photoscotosia erebenna là một loài bướm đêm trong họ Geometridae.